# 1399
Il 1399 (MCCCXCIX in numeri romani) è un anno  del XIV secolo.

## Eventi
- I Visconti estendono i propri confini inglobando le città di Pisa e di Siena.
- 12 agosto - Battaglia del fiume Vorskla: I tatari, guidati da Edigu e Timur Kutlug, sconfiggono gli eserciti di Toktamish e del granduca Vitoldo di Lituania.

## Nati
- 19 giugno - Zara Yaqob, sovrano etiope († 1468)
- 10 agosto - Pietro Geremia, religioso italiano († 1452)
- 24 ottobre - Pier Candido Decembrio, letterato, funzionario e traduttore italiano († 1477)
- Giosia Acquaviva, nobile e condottiero italiano († 1462)
- Jacopo II Appiano, nobile († 1441)
- Pietro Balbi, vescovo cattolico e letterato italiano († 1479)
- Antonia da Barignano, nobildonna († 1471)
- Fadrique Enríquez de Mendoza, ammiraglio spagnolo († 1473)
- Giovanni di Valois-Angoulême, conte († 1467)
- Giovanni Antonio Marzano, nobile italiano († 1453)
- Barnaba Pannilini, letterato, politico e diplomatico italiano
- Sofia Paleologa, imperatrice bizantina († 1434)
- Nicolò Tron, doge († 1473)
- Bartolomeo Zabarella, arcivescovo cattolico italiano († 1445)
- Guiduccia da Correggio, nobildonna italiana († 1457)
- Lazzaro Vasari, pittore italiano († 1452)

## Morti
- 4 gennaio - Nicolas Eymerich, teologo e religioso spagnolo (n. 1320)
- 2 febbraio - Guido II Gonzaga, nobile italiano (n. 1340)
- 3 febbraio - Giovanni Plantageneto, I duca di Lancaster, conte (n. 1340)
- 10 febbraio - Jean de Murol, cardinale e vescovo cattolico francese
- 28 febbraio - Margherita Malatesta, nobile italiana (n. 1370)
- 24 marzo - Margaret, duchessa di Norfolk, nobildonna britannica
- 6 aprile - Cristiano V di Oldenburg, conte (n. 1342)
- 28 maggio - Pedro Tenorio, arcivescovo cattolico spagnolo (n. 1328)
- 4 giugno - Francesco II della Ratta, nobile italiano (n. 1370)
- 20 giugno - Barquq, sultano
- 11 luglio - Enrico VIII il Coraggioso, nobile polacco
- 13 luglio - Peter Parler, architetto tedesco
- 17 luglio - Edvige di Polonia, regina ungherese (n. 1374)
- 19 luglio - Bonifacio Ammanati, cardinale italiano
- 12 agosto - Andrej di Polack, nobile lituano (n. 1325)
- 12 agosto - Demetrio I Staršij, nobile lituano
- 25 agosto - Guido del Palagio, politico, letterato e mercante italiano
- 26 agosto - Michail II di Tver', nobile russo (n. 1333)
- 22 settembre - Thomas de Mowbray, I duca di Norfolk, nobile inglese
- 27 settembre - Giovanni da Barbiano, condottiero italiano
- 5 ottobre - Raimondo da Capua, religioso italiano
- 5 ottobre - Silvestro dei Gherarducci, miniatore e pittore italiano (n. 1339)
- 18 ottobre - Canfrancesco della Scala, politico e militare italiano (n. 1385)
- 2 novembre - Giovanni V di Bretagna, sovrano francese (n. 1339)
- Bianco da Siena, religioso e poeta italiano
- Jacopo di Cione, pittore italiano (n. 1325)
- Martino da Gemona, giurista e vescovo cattolico italiano
- Giovanni Ordelaffi, condottiero italiano
- Nicola Peralta, nobile e militare italiano
- Francesco II Pico della Mirandola, condottiero e nobile italiano
- Tommaso Pusterla, vescovo cattolico italiano
- William le Scrope, I conte di Wiltshire, conte britannico (n. 1350)
- Gjin Bua Shpata, politico albanese
- Simone dei Crocifissi, pittore italiano
- Timur Kutlug, condottiero mongolo
- Luchino Novello Visconti, condottiero italiano (n. 1346)
- Gentile III da Varano, condottiero e politico italiano

## Calendario
| Calendario 1399 | Calendario 1399 | Calendario 1399 | Calendario 1399 | Calendario 1399 | Calendario 1399 | Calendario 1399 | Calendario 1399 | Calendario 1399 | Calendario 1399 | Calendario 1399 | Calendario 1399 | Calendario 1399 | Calendario 1399 | Calendario 1399 | Calendario 1399 | Calendario 1399 | Calendario 1399 | Calendario 1399 | Calendario 1399 | Calendario 1399 | Calendario 1399 | Calendario 1399 | Calendario 1399 | Calendario 1399 | Calendario 1399 | Calendario 1399 | Calendario 1399 | Calendario 1399 | Calendario 1399 | Calendario 1399 | Calendario 1399 | Calendario 1399 |
| --------------- | --------------- | --------------- | --------------- | --------------- | --------------- | --------------- | --------------- | --------------- | --------------- | --------------- | --------------- | --------------- | --------------- | --------------- | --------------- | --------------- | --------------- | --------------- | --------------- | --------------- | --------------- | --------------- | --------------- | --------------- | --------------- | --------------- | --------------- | --------------- | --------------- | --------------- | --------------- | --------------- |
|                 | 1               | 2               | 3               | 4               | 5               | 6               | 7               | 8               | 9               | 10              | 11              | 12              | 13              | 14              | 15              | 16              | 17              | 18              | 19              | 20              | 21              | 22              | 23              | 24              | 25              | 26              | 27              | 28              | 29              | 30              | 31              |                 |
| Gennaio         | Me              | Gi              | Ve              | Sa              | Do              | Lu              | Ma              | Me              | Gi              | Ve              | Sa              | Do              | Lu              | Ma              | Me              | Gi              | Ve              | Sa              | Do              | Lu              | Ma              | Me              | Gi              | Ve              | Sa              | Do              | Lu              | Ma              | Me              | Gi              | Ve              |                 |
| Febbraio        | Sa              | Do              | Lu              | Ma              | Me              | Gi              | Ve              | Sa              | Do              | Lu              | Ma              | Me              | Gi              | Ve              | Sa              | Do              | Lu              | Ma              | Me              | Gi              | Ve              | Sa              | Do              | Lu              | Ma              | Me              | Gi              | Ve              |                 |                 |                 |                 |
| Marzo           | Sa              | Do              | Lu              | Ma              | Me              | Gi              | Ve              | Sa              | Do              | Lu              | Ma              | Me              | Gi              | Ve              | Sa              | Do              | Lu              | Ma              | Me              | Gi              | Ve              | Sa              | Do              | Lu              | Ma              | Me              | Gi              | Ve              | Sa              | Do              | Lu              |                 |
| Aprile          | Ma              | Me              | Gi              | Ve              | Sa              | Do              | Lu              | Ma              | Me              | Gi              | Ve              | Sa              | Do              | Lu              | Ma              | Me              | Gi              | Ve              | Sa              | Do              | Lu              | Ma              | Me              | Gi              | Ve              | Sa              | Do              | Lu              | Ma              | Me              |                 |                 |
| Maggio          | Gi              | Ve              | Sa              | Do              | Lu              | Ma              | Me              | Gi              | Ve              | Sa              | Do              | Lu              | Ma              | Me              | Gi              | Ve              | Sa              | Do              | Lu              | Ma              | Me              | Gi              | Ve              | Sa              | Do              | Lu              | Ma              | Me              | Gi              | Ve              | Sa              |                 |
| Giugno          | Do              | Lu              | Ma              | Me              | Gi              | Ve              | Sa              | Do              | Lu              | Ma              | Me              | Gi              | Ve              | Sa              | Do              | Lu              | Ma              | Me              | Gi              | Ve              | Sa              | Do              | Lu              | Ma              | Me              | Gi              | Ve              | Sa              | Do              | Lu              |                 |                 |
| Luglio          | Ma              | Me              | Gi              | Ve              | Sa              | Do              | Lu              | Ma              | Me              | Gi              | Ve              | Sa              | Do              | Lu              | Ma              | Me              | Gi              | Ve              | Sa              | Do              | Lu              | Ma              | Me              | Gi              | Ve              | Sa              | Do              | Lu              | Ma              | Me              | Gi              |                 |
| Agosto          | Ve              | Sa              | Do              | Lu              | Ma              | Me              | Gi              | Ve              | Sa              | Do              | Lu              | Ma              | Me              | Gi              | Ve              | Sa              | Do              | Lu              | Ma              | Me              | Gi              | Ve              | Sa              | Do              | Lu              | Ma              | Me              | Gi              | Ve              | Sa              | Do              |                 |
| Settembre       | Lu              | Ma              | Me              | Gi              | Ve              | Sa              | Do              | Lu              | Ma              | Me              | Gi              | Ve              | Sa              | Do              | Lu              | Ma              | Me              | Gi              | Ve              | Sa              | Do              | Lu              | Ma              | Me              | Gi              | Ve              | Sa              | Do              | Lu              | Ma              |                 |                 |
| Ottobre         | Me              | Gi              | Ve              | Sa              | Do              | Lu              | Ma              | Me              | Gi              | Ve              | Sa              | Do              | Lu              | Ma              | Me              | Gi              | Ve              | Sa              | Do              | Lu              | Ma              | Me              | Gi              | Ve              | Sa              | Do              | Lu              | Ma              | Me              | Gi              | Ve              |                 |
| Novembre        | Sa              | Do              | Lu              | Ma              | Me              | Gi              | Ve              | Sa              | Do              | Lu              | Ma              | Me              | Gi              | Ve              | Sa              | Do              | Lu              | Ma              | Me              | Gi              | Ve              | Sa              | Do              | Lu              | Ma              | Me              | Gi              | Ve              | Sa              | Do              |                 |                 |
| Dicembre        | Lu              | Ma              | Me              | Gi              | Ve              | Sa              | Do              | Lu              | Ma              | Me              | Gi              | Ve              | Sa              | Do              | Lu              | Ma              | Me              | Gi              | Ve              | Sa              | Do              | Lu              | Ma              | Me              | Gi              | Ve              | Sa              | Do              | Lu              | Ma              | Me              |                 |